# Цильма
Ци́льма (устар. Цыльма ) — река в Республике Коми и Архангельской области, левый приток реки Печора.
Является 3-й по площади бассейна (после Усы и Ижмы) и 5-й по длине приток Печоры.
Название реки происходит от слова «чильма» — «моховое болото», «топкий торфяник».

## Гидрография
Длина — 374 км, площадь водосборного бассейна — 21 500 км². Цильма берёт начало на Тиманском кряже на границе с Архангельской областью на северо-западе Республики Коми. В верхнем течении имеет полугорный характер, течёт на север, затем поворачивает на восток, вначале по ненаселённой местности. В среднем течении принимает равнинный характер. В низовье вдоль реки проходит дорога и расположены несколько посёлков — Рочево, Филиппово, Нонбург, Трусово. Впадает в Печору напротив посёлка Усть-Цильма.

Бассейн Печоры

## Водный режим
Питание реки смешанное: снеговое 60 %, дождевое 30 %, подземное — 10 %. Замерзает в октябре — первой половине ноября. Для реки характерна устойчивая зимняя межень. Толщина льда может достигать 60 см. Вскрывается в конце апреля — мае. Половодье высокое, продолжительностью до 70-80 дней.
Среднегодовой расход воды — в 54 км от устья 228 м³/сек, объём стока 7,196 км³/год.

## Состав воды
Средняя мутность воды в реке не более 25 г/м³. Минерализация воды зимой 200—250 мг/л; летом — 100—150 мг/л. По химическому составу вода относится к гидрокарбонатному классу и кальциевой группе, по качеству слабо загрязнённая.

## Хозяйственное использование
Ранее по реке производился сплав леса, в нижнем течении Цильма судоходна.
На Цильме располагались Цилемские медные и серебряные рудники, основанные в конце XV века и медеплавильный завод.

## Ихтиофауна
В водах реки обитают: сиг, пелядь, чир, омуль, хариус, нельма, ряпушка, сёмга.

## Притоки
Объекты перечислены по порядку от устья к истоку.
- 22 км: Большая Усица
- 34 км: Бродюга
- 40 км: Трусовская Бродюга
- 65 км: Уса
- 81 км: Тобыш
- 90 км: Мыла
- 106 км: Черепанка
- 114 км: Номбур
- 118 км: Черная
- 142 км: Лиственничная
- 146 км: Берёзовка
- 153 км: Осиновая
- 158 км: Рудянка
- 176 км: Черная
- 179 км: Черепанка
- 183 км: Косма
- 190 км: Каюсьная
- 210 км: Малая Брусничная
- 212 км: Большая Брусничная
- 221 км: Черная
- 227 км: Чирка
- 245 км: Мутная
- 252 км: Каменка
- 279 км: Лиственничный
- 280 км: Нижняя Сенка
- 290 км: Коренная
- 304 км: Верхняя Сенка
- 310 км: Ашуга
- 322 км: Северная
- 325 км: река без названия
- 329 км: Большой
- Кислый
- Яроватый
- Кочковатый
- Чирово
- 360 км: Рогозенный